# Cambará (árvore)
O cambará (nome científico: Moquiniastrum polymorphum, antiga nomenclatura: Gochnatia polymorpha (Less.) Cabrera), também chamado candeia, é uma espécie arbórea pertencente à família botânica asteráceas . Vive em terrenos abertos, com distribuição esparsa. Suas flores são agregadas em pequenos capítulos. Sua madeira, por resistir bem à água, nos tempos atuais é muito utilizada na confecção de telhados e coberturas de casas e prédios. Costuma também ser utilizada nas rodas d'água.
Deu origem ao nome de duas cidades brasileiras: Cambará do Sul e Cambará.

## Distribuição
Nativa do Brasil (não endémica) ocorre no Cerrado, Mata Atlântica e Pampa nos estados da Bahia, Goiás, Mato Grosso do Sul, Espírito Santo, Minas Gerais, Rio de Janeiro, São Paulo, Paraná, Rio Grande do Sul e Santa Catarina.

## Etimologia
"Cambará" originou-se do tupi kama'rá.
ca-á, erva, e mbaitá, certa arara. Ou de cambá, negro, e rá, semelhante 